# Вілья-Бальєстер
Вілья-Бальєстер (ісп. Villa Ballester) — місто округу Хенераль-Сан-Мартін провінції Буенос-Айрес, Аргентина. Складова частина Великого Буенос-Айреса. Засновано місто 26 жовтня 1889 р. У місті Вілья-Бальєстер знаходиться однойменна станція залізниці ім. Мітре, яка поєднує населений пункт зі столицею.. 

## Історія

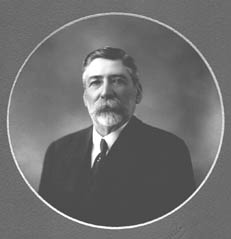
Педро Бальєстер

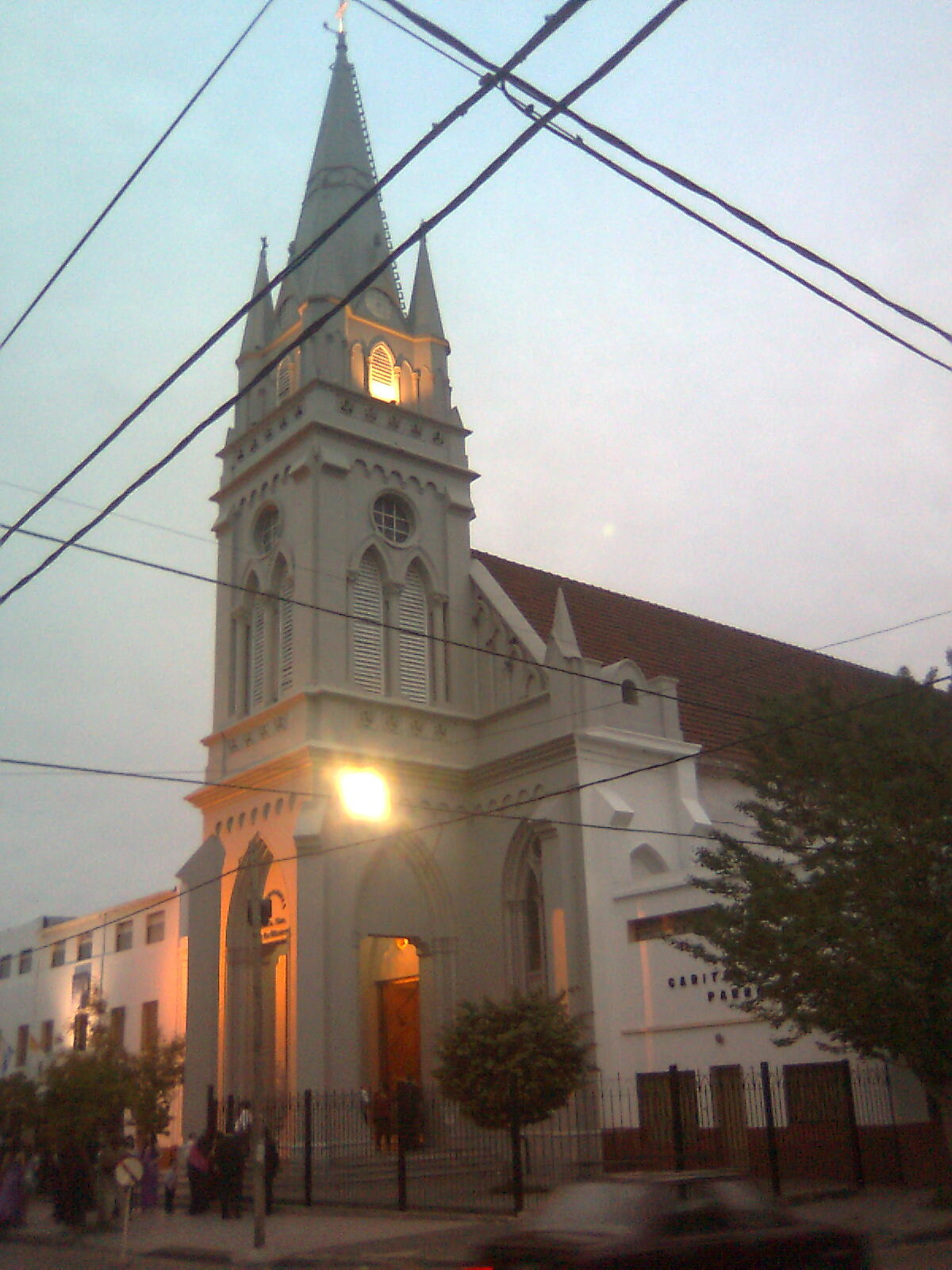
Костел Богородиці Мерсед

Педро Бальєстер (4 грудня 1849 — 5 вересня 1928) розпочав закладку міста в пізні 1880-тих рр. на території, якою володіла його родина. Головною складовою успіху нового міста була лінія залізниці, яка забезпечила швидке сполучення з Буенос-Айресом. Місто було названо на честь партнерства комерсантів Педро Бальєстера та Гільєрмо Лакросе «Громада Вілья Бальєстер».
Після Першої світової війни Вілья-Бальєстер була маленьким німецьким містечком, але 1950 р. тут осіло багато вихідців з СРСР. Отож виникла потреба у православному храмі. Спочатку храм св. Сергія Радонезького містився у приватному будинку, але згодом його розмістили на терені маєтку російського генерала-емігранта Шварца. Цю ділянку у парку подарувала вдова — генеральша. Будівничим та почесним старостою і регентом хору був князь Михайло Горчаков, який сам возив тачкою цеглу. Храм не зберігся.

## Українські акценти
В місті розташовувалася православна церква св. Володимира, образи та полотна для якої написав колишній київський архітектор та художник Микола Шехонін.
1938 р. тут придбав невелику садибу з будиночком на три кімнати український художник Віктор Цимбал, де прожив багато років з дружиною Тетяною Михайлівською-Цимбал [Архівовано 14 грудня 2019 у Wayback Machine.] — діячкою українського громадського руху в Буенос-Айрес.